# Parkia parvifoliola
Espèce
Statut de conservation UICN

 VU D2 : Vulnérable
Parkia parvifoliola est une espèce de plantes à fleurs de la famille des Fabaceae.

## Publication originale
- Trans. Nat. Hist. Soc. Formosa, 1938 28: 61.